# Nincs nő, nincs sírás
A Nincs nő, nincs sírás Sub Bass Monster Félre az útból című albumának harmadik kislemezen kiadott dala. A dal a „női problémákat” és a házas életet mutatja be. A dalból készült egy remixelt változat is, mely az SBMX remixalbumon található meg.

## Nincs nő, nincs sírás(Maxi-Single)
1. Nincs nő, nincs sírás (AC-Balage dirty) – 4:00
2. Nincs nő, nincs sírás (AC-Balage clean) – 3:59
3. Nincs nő, nincs sírás (monstrumental) – 3:59
4. Nincs nő, nincs sírás (original "2" clean) – 3:53
5. Az alvilágnak nincs romantikája (albumverzió) – 4:23
6. Rá se ránts! (bulista "llean" mix) – 3:59